# Gyűrtelenítés
A gyűrtelenítés egy pamutipari/ruhaipari művelet, amelynek célja annak elérése, hogy a kikészített anyag ne igényeljen vasalást. Eredményeként a mosás és a szárítás után ugyanolyan sima lesz az anyag, mint új korában.
A gyűrtelenítés szó több magyar jogszabályban is előfordul.

## A szó eredete
- Bár a szó más nyelveken is előfordul (pl. angolul anti-shrink), egyesek szerint a gyűrtelenített szó a német bügelfrei szó[2] fordítása. Így fordul elő számos német-magyar szótárban is. 
Egyesek ezt a magyar szóhasználatot helytelenítik és a gyűrtelenített helyett a vasalásmentes szó használatát ajánlják.